# Rip Slyme

Rip Slyme é uma banda japonesa de hip hop. O grupo é composto por quatro MCs (Ryo-Z, Ilmari, Pes e Su), além de um DJ (Fumiya). O som da banda possui fortes influências do old school hip hop e de outros grupos do gênero hip hop, como The Pharcyde, De La Soul, Public Enemy, Jurassic 5, the Beastie Boys, DJ Premier e Leaders of the New School.
Ryo-Z e Ilmari formaram o Rip Slyme em 1994, um pouco depois, Pes juntou-se ao grupo. O "RIP" vem das iniciais dos nomes desses três primeiros componentes. Em 1995, após ganhar um concurso de jovens MCs em sua cidade, lançaram seu primeiro álbum independente, Lips Rhyme. Depois entram para a banda o DJ Fumiya e o MC Su. Em 1998 lançam seu segundo álbum, Talkin' Cheap. No mesmo ano também fazem um participação num evendo da banda Dragon Ash. Em 2000, assinam contrato com a Wanner Music, e a partir daí se tornam conhecidos entre o grande público. Em 2004 a música "Super Shooter" vira tema de abertura do anime Gantz.
Desde sua formação até novembro de 2006, Rip Slyme já lançou 19 singles (sendo 6 independentes), 7 álbuns (contando com 2 independentes), 1 álbum ao vivo, 3 álbuns de coletânea, 2 DVDs de vídeos e 2 photobooks.

## Discografia

### Singles independentes
1. 1996-12-28 白日/真昼に見た夢 (Hakujitsu/Mahiru ni Mita Yume) Reissued under the title Hakujitsu xxx on 2001-08-30
2. 1998-02-06 FADE AWAY/AT THE LOUNGE
3. 1998-08-22 TONES/風に吹かれて (TONES/Kaze ni Fukarete)
4. 2000-05-13 UNDERLINE No-5 Reissued on 2000-07-28
5. 2000-09-14 UNDERLINE No-5 REMIXIES
6. 2000-11-23 マタ逢ウ日マデ (Mata Au Hi Made) Under Warner Indies & reissued on 2001-08-29

### Singles pelaWarner
1. 2001-03-22 STEPPER'S DELIGHT
2. 2001-06-27 雑念エンタテイメント (Zatsunen Entertainment)
3. 2001-10-11 ONE
4. 2002-03-27 FUNKASTIC
5. 2002-06-26 楽園ベイベー (Rakuen Baby)
6. 2002-11-27 BLUE BE-BOP
7. 2003-06-18 JOINT
8. 2004-03-17 Dandelion
9. 2004-07-07 GALAXY
10. 2004-10-06 黄昏サラウンド (Tasogare Surround)
11. 2006-01-25 Hot Chocolate A limited edition of 5000 vinyl records along with 7 inch CDs made entirely of chocolate were given for Meiji's 100% Chocolate Cafe Promotion
12. 2006-04-26 Hey, Brother This was written as the theme song of Mamiya kyodai, a movie directed by Yoshimitsu Morita
13. 2006-10-25 ブロウ (Blow)
14. 2007-07-25 熱帯夜 (Nettaiya)
15. 2007-11-07 SPEED KING
16. 2008-07-30 太陽とビキニ (Taiyou to Bikini)
17. 2009-02-25 STAIRS

### Álbuns independentes
1. 1995-10-21 Lip's Rhyme
2. 1998-02-21 Talkin' Cheap

### Álbuns pelaWarner
1. 2001-07-25 FIVE
2. 2002-07-24 TOKYO CLASSIC
3. 2003-02-26 ORCHESTRA PLUS A recorded album completely of orchestraic compositions & poetry recitals from famous celebrities-
4. 2003-07-16 TIME TO GO
5. 2004-11-03 MASTERPIECE
6. 2006-11-29 EPOCH #4 1st week Sales: 78,012 [1]
7. 2007-11-28 FUNFAIR
8. 2009-06-10 JOURNEY

#### Álbuns ao vivo
1. 2002-07-25 O-T-F- LIVE AT BUDOKAN Limited Release

#### Compilações
1. 2003-10-10 YAPPARIP compilation of indies tunes
2. 2005-08-31 グッジョブ! (Good Job!) A best of album
3. 2005-12-07 グッジョブ!CHRISTMAS EDITION (Good Job! Christmas Edition)

### DVDs
1. 2003-03-26 shortcuts!
2. 2005-04-13 ROUGH-CUT FIVE
3. 2007-05-23 Cut it Now!
4. 2008-07-16 RIP SLYME FUNFAIR TOUR FINAL at BUDOKAN

### Photobooks
1. May 2002 RIP STYLE
2. April 2003 届かぬ思い (Todokanu Omoi) Limited Release